# Любимая девушка
«Любимая девушка» — советский художественный фильм кинорежиссёра Ивана Пырьева.

## Сюжет
Знаменитый токарь-многостаночник московского автозавода Василий уговаривает любимую девушку Варю, которая ждёт от него ребёнка, переехать к нему. Но у Вари свои резоны подождать, связанные с производством. Наконец она дает своё согласие. Однако в первый же день, не успев расписаться, влюблённые ссорятся. После неосторожно сказанных Васей слов, Варя убегает к себе домой. Проходит некоторое время, у Вари рождается сын. Она скрывает, кто отец ребёнка. Друзья и родные окружают молодую мать заботой и делают всё, чтобы прекратить нелепую ссору влюблённых.…

## Особенности сюжета и отличия от книги
Фильм снят по книге Павла Нилина «Варя Лугина и её первый муж», написанной в 1936 году. В фильме сглажен образ Добрякова, он показан более положительным человеком. Также изменена концовка: в книге Добряков и Лугина не мирятся, напротив, — он женится на другой, а она так и не выходит ни за кого замуж.

## В ролях
- Марина Ладынина — Варя Лугина
- Всеволод Санаев — Василий Добряков
- Леонид Кмит — Виктор Симаков
- Александр Зражевский — Семён Дементьевич
- Мария Яроцкая — мать Вари
- Фаина Раневская — Маня, тётка Добрякова
- Иван Лобызовский — Костя Зайцев
- Николай Никитич — Павел Иванович
- Сергей Антимонов — вахтёр роддома
- Александр Сашин-Никольский — эпизод
- Пётр Глебов — эпизод
- Сергей Кулагин — эпизод

## Съёмочная группа
- Автор сценария — Павел Нилин
- Режиссёр — Иван Пырьев
- Оператор — Валентин Павлов
- Художник — Артур Бергер
- Композитор — Лев Шварц
- Директор картины — В. Гутин